# Provincia de Verona
Verona (en italiano Provincia di Verona) es una provincia de la región del Véneto, en Italia. Su capital y ciudad más poblada es Verona.
Tiene un área de 2891 km², y una población total de 923.710 hab. (2023). Hay 98 comuni (municipios) en la provincia (fuente: ISTAT, véase este enlace). Limita con el lago Garda por el oeste.